# Uncle Sam’s Curse
Uncle Sam’s Curse – czwarty studyjny album amerykańskiej grupy hip-hopowej Above the Law. Został wydany w 1994 roku.

## Lista utworów
1. „Return of the Real Shit” featuring Kokane
2. „Set Free"
3. „Kalifornia” featuring Kokane
4. „Concreat Jungle"
5. „Rain Be for Rain Bo” featuring Kokane
6. „Everything Will Be Alright" featuring Kokane
7. „Black Superman” (zawiera sample z filmu Above the Law i z utworu „Funky Worm” - Ohio Player)
8. „The 'G' in Me"
9. „Uncle Sam’s Curse” (zawiera sample z filmu Mississippi Burning)
10. „One Time Two Many"
11. „Who Ryde” featuring Kokane & Tone Loc
12. „Gangsta Madness” featuring Kokane